# Rêveur invétéré
Pour plus de détails, voir Fiche technique et Distribution.
Rêveur invétéré (Boyhood Daze) est un court métrage d'animation de la série américaine Merrie Melodies réalisé par Chuck Jones, produit par les Warner Bros. Cartoons et sorti en 1957.